# (2504) Gaviola
(2504) Gaviola es un asteroide que forma parte del cinturón de asteroides y fue descubierto por Arnold A. Klemola y Carlos Ulrrico Cesco el 6 de mayo de 1967 desde el observatorio El Leoncito, Argentina.

## Designación y nombre
Gaviola fue designado al principio como 1967 JO.
Más adelante se nombró en honor del astrónomo argentino Enrique Gaviola (1900-1990).

## Características orbitales
Gaviola está situado a una distancia media del Sol de 2,761 ua, pudiendo acercarse hasta 2,519 ua y alejarse hasta 3,004 ua. Su inclinación orbital es 4,076° y la excentricidad 0,08787. Emplea en completar una órbita alrededor del Sol 1676 días.